# ایوان رازیچ
ایوان رازیچ (کرواتی: Ivan Režić؛ زادهٔ ۱۵ سپتامبر ۱۹۷۹) بازیکن فوتبال اهل کرواسی است.
از باشگاه‌هایی که در آن بازی کرده‌است می‌توان به باشگاه فوتبال اینتر میلان و باشگاه فوتبال واراژدین اشاره کرد.
وی همچنین در تیم ملی فوتبال کرواسی بازی کرده‌است.